# Glomera goliathensis
Glomera goliathensis är en orkidéart som beskrevs av Johannes Jacobus Smith. Glomera goliathensis ingår i släktet Glomera och familjen orkidéer. Inga underarter finns listade i Catalogue of Life.